# John Posey
Pour les articles homonymes, voir Posey.
 (octobre 2017).
Si vous disposez d'ouvrages ou d'articles de référence ou si vous connaissez des sites web de qualité traitant du thème abordé ici, merci de compléter l'article en donnant les références utiles à sa vérifiabilité et en les liant à la section « Notes et références ».
John Stanford Posey, né le 7 février 1956 à Hartford dans le Connecticut, est un acteur et scénariste américain.

## Biographie
John Posey est diplômé de l'Université de Floride. En 1985, lui et un partenaire ont formé le groupe Comedia à Atlanta (Géorgie).
Il est le fils de Joan Armstrong et William McCutcheon Posey, Jr. Son épouse Cindy Garcia Posey est décédée en décembre 2014 à la suite d'une longue lutte contre le cancer du sein. Ensemble, ils ont eu trois fils, Derek, Jesse et Tyler.

## Filmographie

### Films
- 1986 : Le sixième sens de Michael Mann : Mr Jacobi.
- 1992 : Sur la corde raide de Francis Veber : Un analyste.
- 1993 : RoboCop 3 de Fred Dekker : Le père de Nikko.
- 1999 : California Myth de Michel Katz : Joe.
- 2002 : Thirst : Ed.
- 2010 : Legendary de Mel Damski : Coach Tennent.
- 2011 : From the head : Mr Roberts.
- 2017 : Altitude de Alex Merkin : le pilote.
- 2023 : Teen Wolf: The Movie de Russell Mulcahy : Conrad Fenris

### Séries télévisées
- 1987 : La Fête à la maison par Jeff Franklin : David Tanner (épisode non diffusé.)
- 1988 : Dallas par David Jacobs : Alan Brodine (saison 11 épisode 30)
- 1990 : Cheers : Lars (saison 9 épisode 5)
- 1991 : Seinfeld par Jerry Seinfeld et Larry David : Dr Fein (saison 2 épisode 11)
- 1992 : Cooper et nous par Jeff Franklin : Saison 1 épisode 2
- 1993 : Against the grain : Stan Langston (saison 1 épisode 3 et 6)
- 1994 : La Loi de la Nouvelle-Orléans (en) (Sweet Justice) : Tom Mason (saison 1 épisode 13)
- 1995 : The Marshal : Tucker Beedle (saison 1 épisode 7)
- 1995 : My Wildest Dreams : John McGinnis (5 épisodes)
- 1997 : Le Caméléon par Steven Long Mitchell et Craig Van Sickle : Stan Conrad (saison 1 épisode 14)
- 1997 : Chicago Hope : La Vie à tout prix par David E. Kelley: Le pilote (saison 3 épisode 26)
- 1998 : Sept jours pour agir par Zachary Crowe et Christopher Crowe :Marshall (saison 1 épisode 21)
- 2001 : Preuve à l'appui par Tim Kring : Dr. Cal Yarborough (saison 1 épisode 6)
- 2001 : Providence : Mr. Green (saison 4 épisode 3 et 8)
- 2006 : Urgences par Michael Crichton : Mr. Ramsey (saison 12 épisode 11)
- 2006 : 24 Heures chrono par Joel Surnow et Robert Cochran : Carl Mossman (saison 5 épisode 5)
- 2007 : Jordan par Alison Taylor : Coach Kelly
- 2008 : Swingtown par Mike Kelley : Sullivan (saison 1 épisode 12)
- 2008 : Cold Case : Affaires classées par Meredith Stiehm : Rick Rendell adulte (saison 6 épisode 4)
- 2008 : Boston Justice par David Edward Kelley : Chief Justice Roberts (Saison 4 épisode 17 et saison 5 épisode 13)
- 2011 : NCIS : Enquêtes spéciales par Donald Paul Bellisario et Don McGill: Lance Simmons (saison 8 épisode 12)
- 2011 : Criminal Minds: Suspect Behavior par Chris Mundy et Edward Allen Bernero : Principal Spruell (saison 1 épisode 1 et 5)
- 2011 - 2017 : Teen Wolf par Jeff Davis : Dr. Conrad Fenris (saison 1 4-6 )
- 2013 : Esprits criminels par Jeff Davis : Détective Tom Landry (Saison 8 épisode 20)
- 2013 : Drop Dead Diva par Josh Berman : Franklin Rhodes (saison 5 épisode 5)
- 2013 : Bones par Hart Hanson : Sam Gilford (saison 9 épisode 10)
- 2014 : NCIS : Los Angeles par Shane Brennan : Général Keys (saison 6 épisode 5)
- 2014-2015 : How to get away with murder par Peter Nowalk :  William Millstone (saison 2)
- 2015 : Scorpion par Nick Santora : Saison 1 épisode 19
- 2017 : Lucifer : Juge (saison 3 épisode 4)
- 2025 : Tracker : Vic (saison 2, épisode 10)